# Saving Grace
Saving Grace – piosenka skomponowana przez Boba Dylana, nagrana przez niego w lutym 1980 r., wydana na albumie Saved w czerwcu 1980 r.

## Historia i charakter utworu
Utwór ten został nagrany w Muscle Shoals Sound Studio w Sheffield w Alabamie 13 lutego 1980 r. Była to trzecia sesja nagraniowa tego albumu. Producentem sesji byli Jerry Wexler i Barry Beckett.
Piosenka ta - nieco wykonana poza tonacją - jest właściwie piosenką o człowieku, który jest oślepiony przez Diabła i który odkrywa, że jego droga wyjścia z grzesznego świata jest całkowicie zła.
Rozpoczynając od brutalnej obserwacji, "że szukanie miłości, jest nie więcej niż próżnością", Dylan wynosi pojęcia i paradoksy z szarej strefy, które czynią jego nieświecką pracę tak wymuszoną. Piosenka jest mimo wszystko bardzo łagodna, mimo że porusza wiele spraw, nie teoretycznie, ale praktycznie.
Dylan wykonywał tę piosenkę podczas tournée gospelowych w latach 1979 i 1980. Powrócił do niej ponownie w okresie kryzysu w latach 2003-2004.  

## Muzycy
Sesja 3
- Bob Dylan - wokal, gitara
- Fred Tackett - gitara
- Spooner Oldham - organy
- Tim Drummond - gitara basowa
- Jim Keltner - perkusja
- Terry Young - fortepian

## Dyskografia
Albumy
- Saved (1980)

## Wykonania piosenki przez innych artystów
- Aaron Neville na albumie różnych wykonawców  Gotta Serve Somebody: The Gospel Songs of Bob Dylan  (2004)